# Schenectady Challenger 1985
Lo Schenectady Challenger 1985 è stato un torneo di tennis facente parte della categoria ATP Challenger Series nell'ambito dell'ATP Challenger Series 1985. Il torneo si è giocato a Schenectady negli Stati Uniti dal 1 al 7 luglio 1985 su campi in cemento.

## Vincitori

### Singolare
Marius Masencamp ha battuto in finale  Harold Solomon con il punteggio di 6–0, 3–6, 6–3

### Doppio
Andy Andrews /  Tomm Warneke hanno battuto in finale  Fred Perrin /  Norm Schellenger con il punteggio di 6–4, 7–6